# Ясна Поляна (Тульська область)
Ясна Поляна (рос. Ясная Поляна) — садиба в Щокінському районі Тульської області (за 220 км на південь від Москви, за 14 км на північний захід від Тули). Садибу засновано в XVII столітті. Спершу вона належала роду Карцевих, потім Волконським і Толстим. Саме тут 28 серпня (9 вересня) 1828 року народився Лев Миколайович Толстой, тут він жив, творив (в Ясній Поляні були написані «Війна і мир», «Анна Кареніна»), тут же знаходиться і його могила. Головну роль у розбудові садиби зіграв дід письменника М. С. Волконський.

## Архітектурний ансамбль садиби

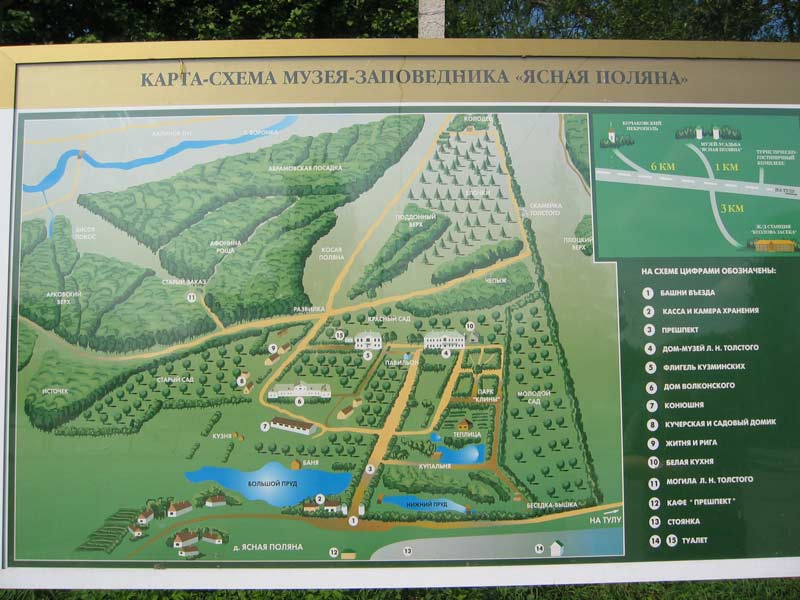
План садиби

Основні споруди на території садиби:
- Будинок-музей Л. М. Толстого
- Будинок Волконського
- Флігель Кузьмінський
- Башта в'їзду
- Стайня та каретний сарай
- Інвентарний сарай
- Кучерська
- Кузня і теслярська
- Купальня
- Лазня
- Садовий будиночок
- Житня і клуня
- Теплиця
- Лавка Л. М. Толстого
- Березовий місток
- Альтанка-вишка

## Будинок-Музей Л.М.Толстого

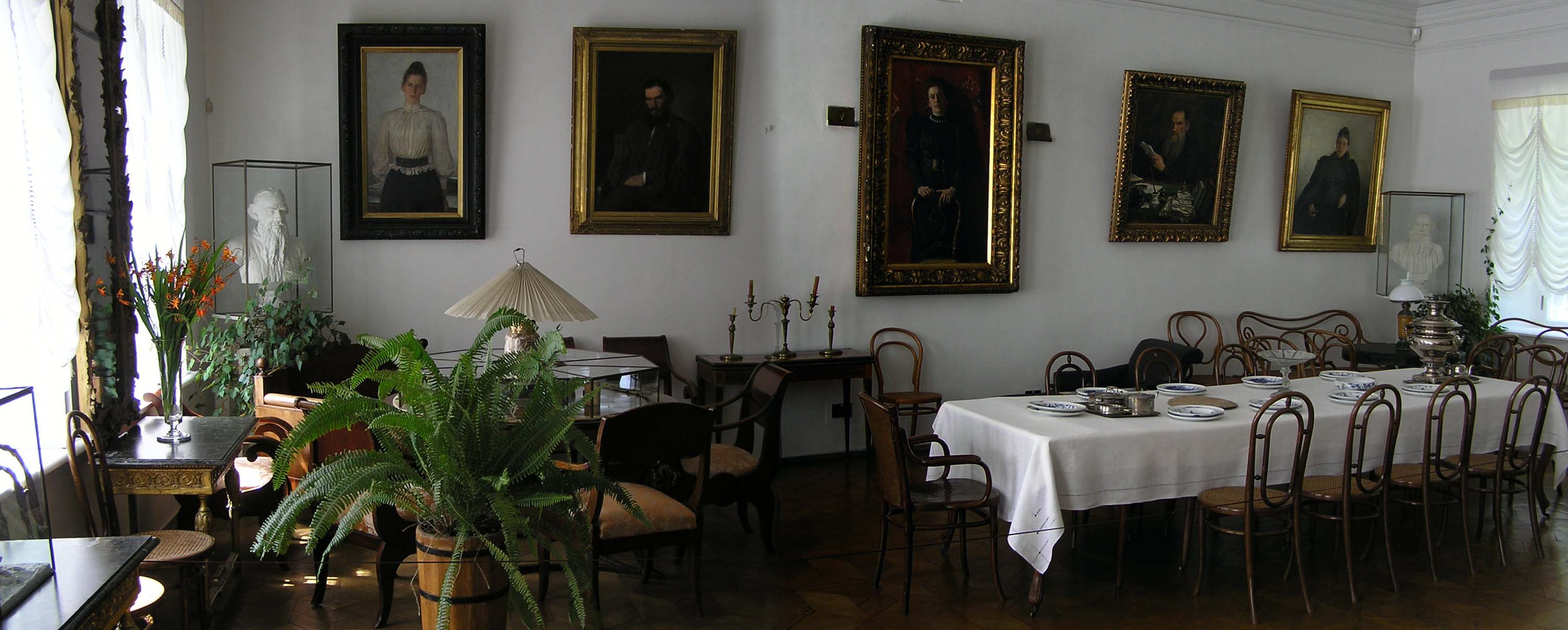
Будинок Льва Толстого, інтер'єр

Коли Л. М. Толстой переїхав на проживання в садибу «Ясна Поляна», він розширив один з флігелів. У цьому будинку письменник прожив понад 50 років і створив тут велику частину своїх творів. Зараз Будинок є музеєм Л. Н. Толстого.
Музей був створений рішенням ВЦВК 10 червня 1921 року багато в чому завдяки старанням А. Л. Толстої, дочки Льва Миколайовича. Вона та її брат Сергій Львович були першими директорами музею.
Під час Другої світової війни його експонати було евакуйовано в місто Томськ, а сама Ясна Поляна протягом 45 днів була окупована. При відступі німецьких військ будинок Толстого було підпалено, але пожежу вдалося загасити. До травня 1942 року садиба була знов відкрита для відвідувачів. У 1950-і роки були проведені масштабні реставраційні роботи.
До експозиції музею входять справжня обстановка садиби, особисті речі Л. М. Толстого, його бібліотека (22 000 томів). У будинку-музеї Л. М. Толстого збережена автентична обстановка. Станом на 2010 директором музею є В. І. Толстой — праправнук Л. М. Толстого.

## Будинок Волконського
Князь Н. С. Волконський, дід Л. М. Толстого, повністю перебудував садибу. Його будинок є найстаршою спорудою на території садиби.

## Флігель Кузьмінський
У цьому будинку в 1859–1862 роках розташовувалася школа, відкрита Л. М. Толстим для селянських дітей. Потім у флігелі зупинялися гості, частіше яких зупинялись Т. А. Кузьмінська, своячніца Льва Миколайовича.

## Купальня
У 1890-х роках на Середньому ставку в англійському парку письменником була влаштована купальня, яку в різні роки або збивали з дощок, або сплітали з хмизу.

## Природна композиція

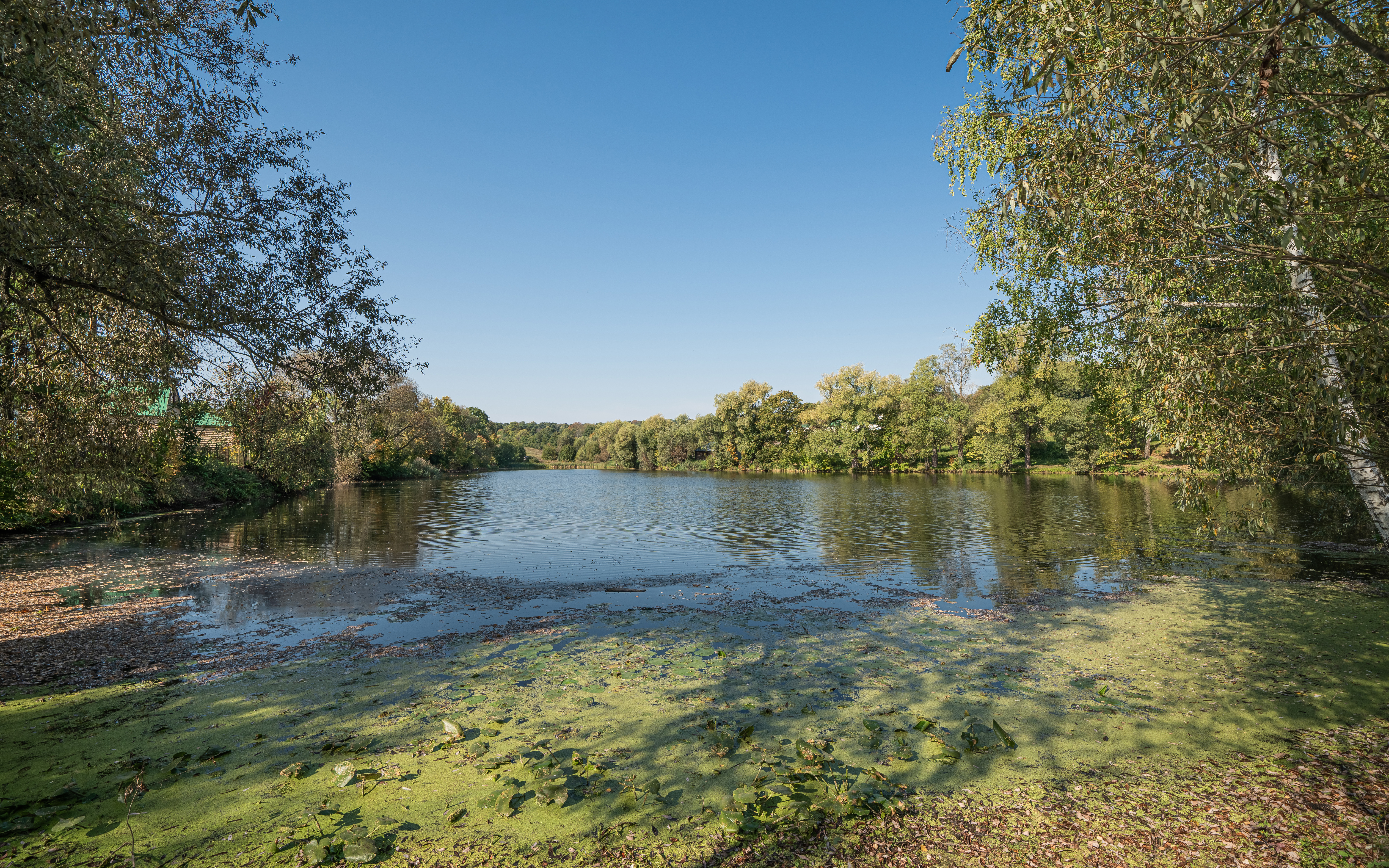
Ясна Поляна, великий став

На території садиби знаходяться такі природні об'єкти:
- Великий ставок
- Нижній став
- Середній ставок
- Алея «Прешпект»
- Парк «Клини»
- Абрамівська посадка
- Афоніна гай
- Коса галявина
- «Ялинки»
- «Чепиж»
- Червоний сад
- Старий сад
- Молодий сад
- Нижній парк
- Самородний ліс
- Гусєва галявина
- річка Вирва

## Прешпект
«Прешпект» — березова алея, що з'явилася в Ясній поляні близько 1800 року. Починається від веж в'їзду і пролягає до будинку письменника. «Прешпект» неодноразово згадувався у творах Льва Миколайовича.

## Могила Лева Толстого

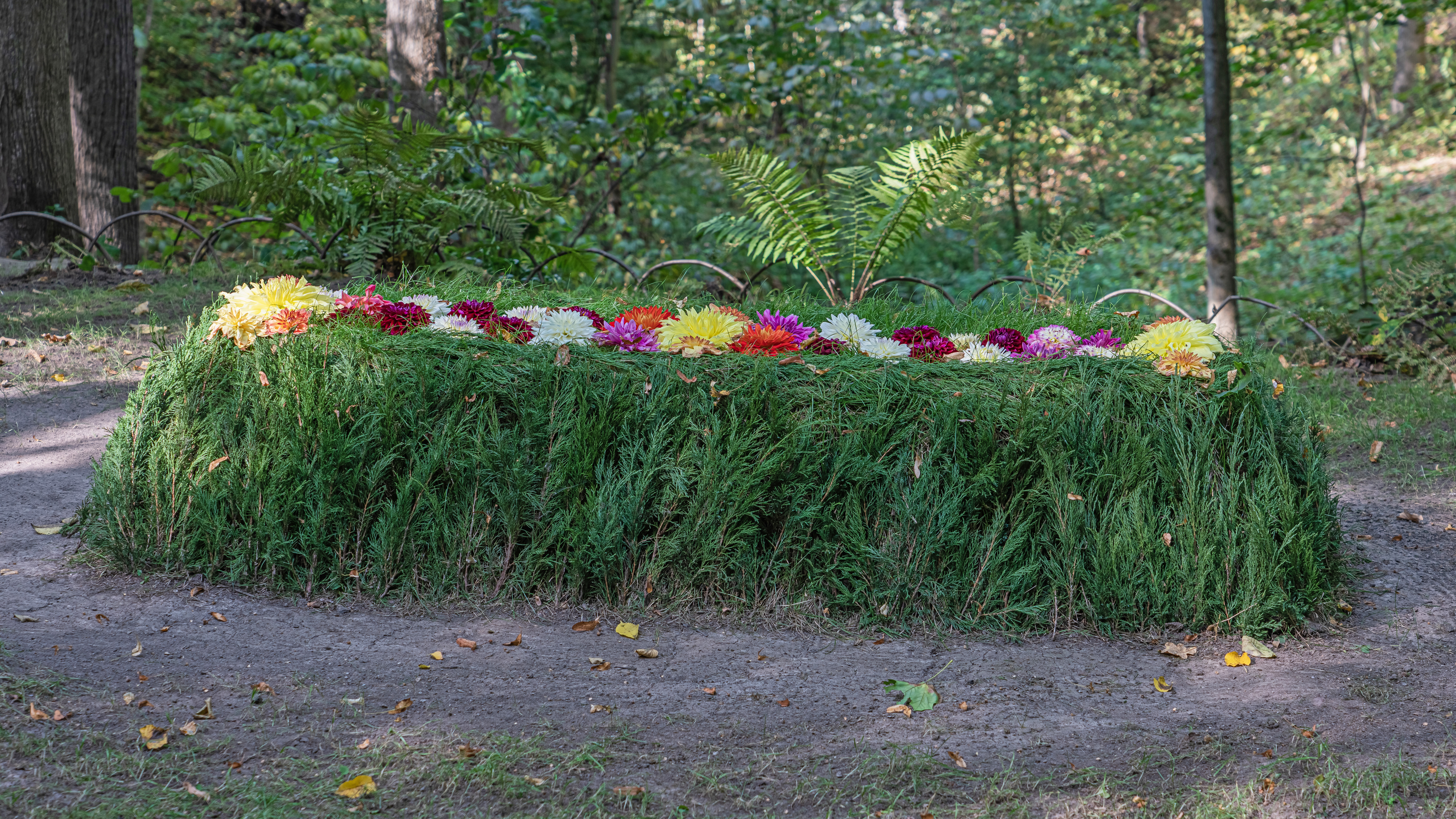
Могила Льва Толстого

В останні роки життя Толстой неодноразово висловлював прохання поховати його в лісі Старий Заказ, на краю яру, на «місці зеленої палички». Легенду про зелену паличку Толстой почув у дитинстві від свого улюбленого брата Миколи. Коли Миколі було 12 років, він оголосив родині про велику таємницю. Варто розкрити її, і ніхто більше не вмре, не стане війн і хвороб, і люди стануть «Мурашиними братами». Залишається лише знайти зелену паличку, що закопана десь на краю яру. На паличці, мовляв, і записана таємниця. Діти родини Толстих грали в «Мурашиних братів», залазячи під крісла, завішані хустками; сидячи всі разом в тісноті, вони відчували, що їм добре разом «під одним дахом», тому що вони люблять один одного. І вони мріяли про «Муравейня братерство» для всіх людей. Вже старою людиною Толстой напише: «Дуже, дуже добре це було, і я дякую Богові, що міг грати в це. Ми називали це грою, тоді як на світі — все гра, крім цього». До думки про загальне щастя і любові Л. М. Толстой повертався і в художній творчості, і в філософських трактатах, і в публіцистичних статтях.
Історію про зелену паличці Толстой згадує і в першому варіанті свого заповіту: «Щоб ніяких обрядів не виробляли при закопанні в землю мого тіла; дерев'яна труна, і хто захоче, нехай завезе або занесе в ліс Старий Заказ, навпроти яру, на місці зеленої палички».

## Інші факти
Музей сильно постраждав в роки Другої світової війни. Документальні кадри наслідків розграбування садиби німецькими військами представлено в радянському фільмі «Розгром німецьких військ під Москвою».

## Галерея

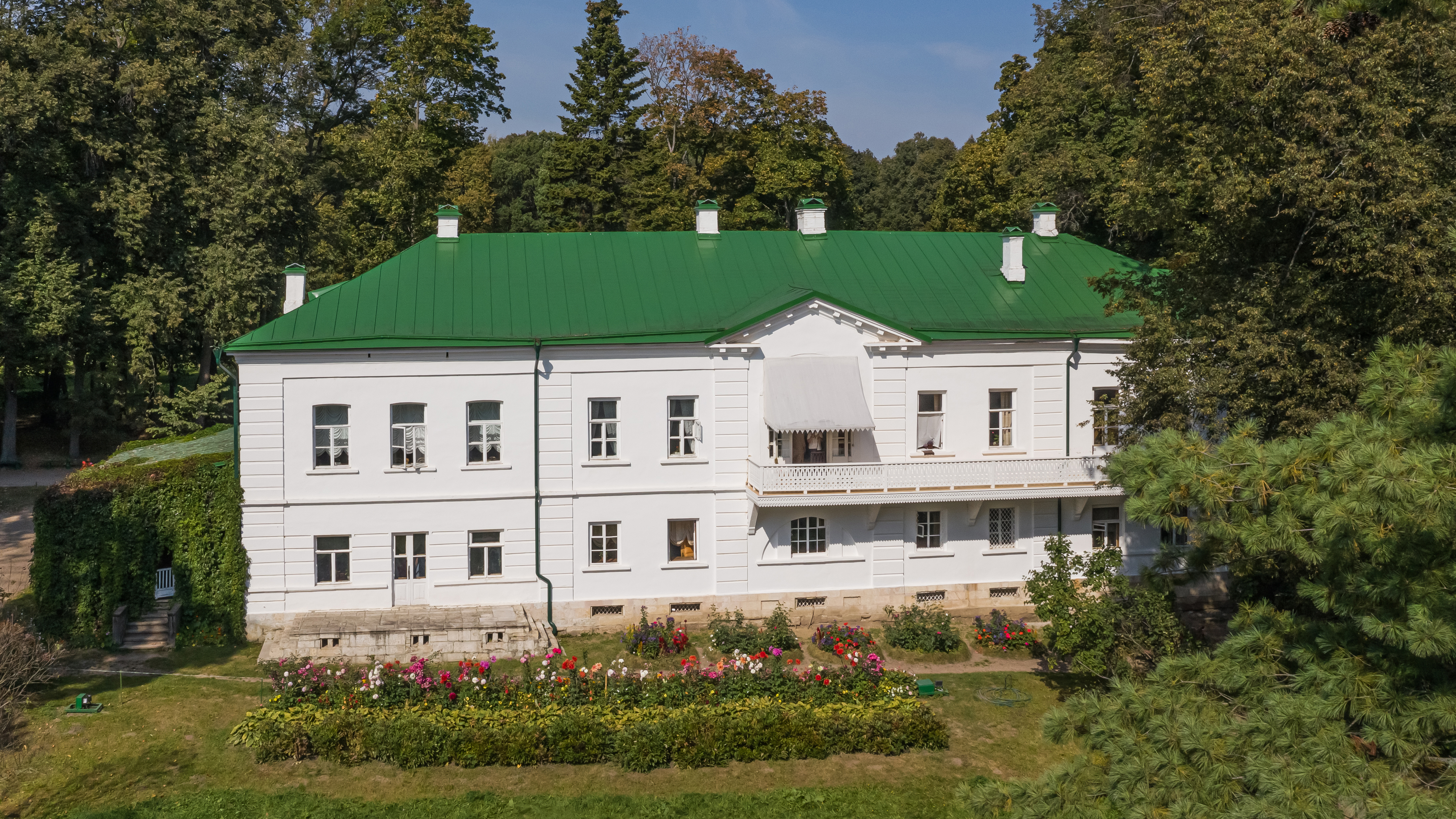
Дім Толстого.
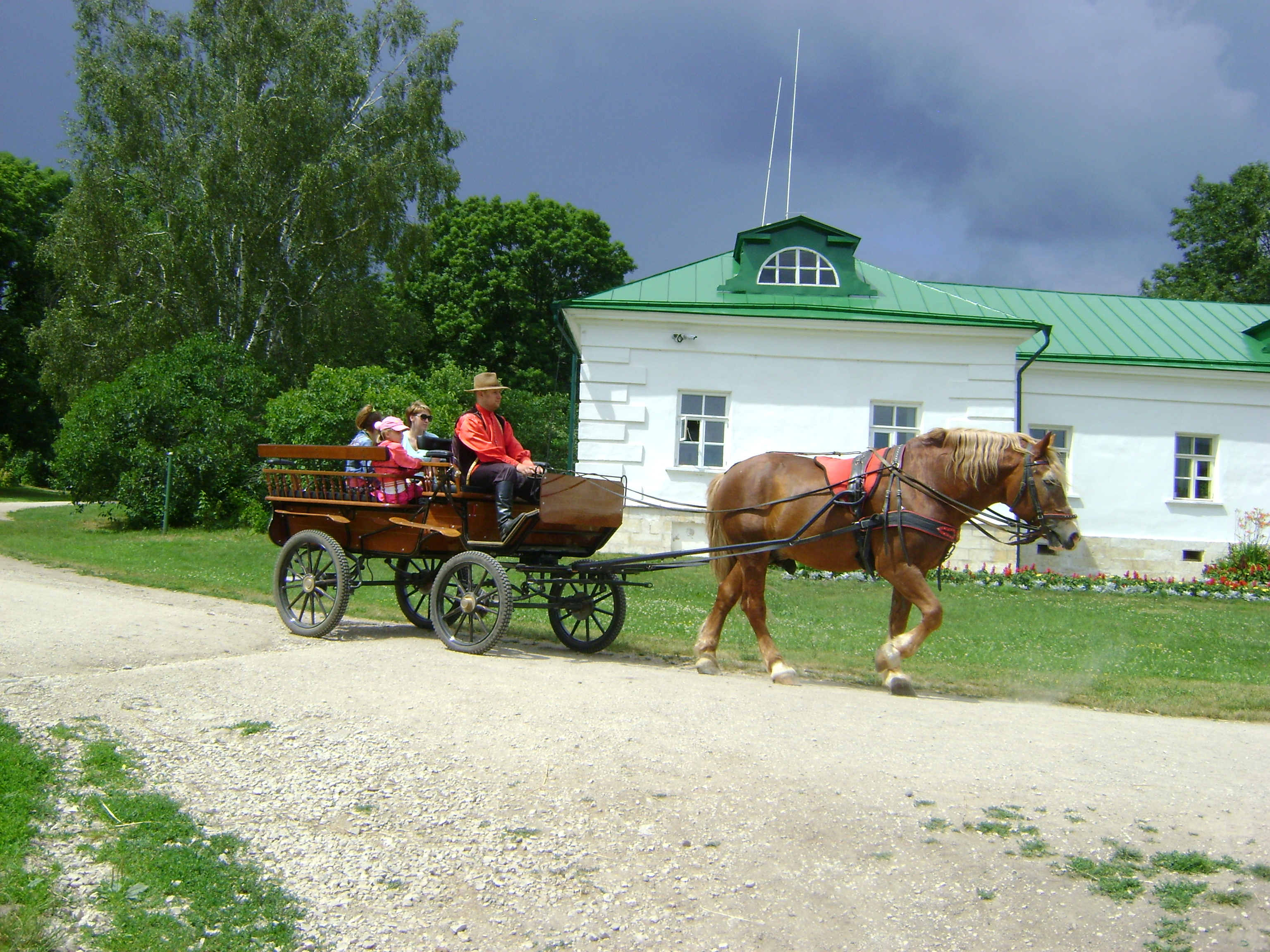
Будинок Волконського.
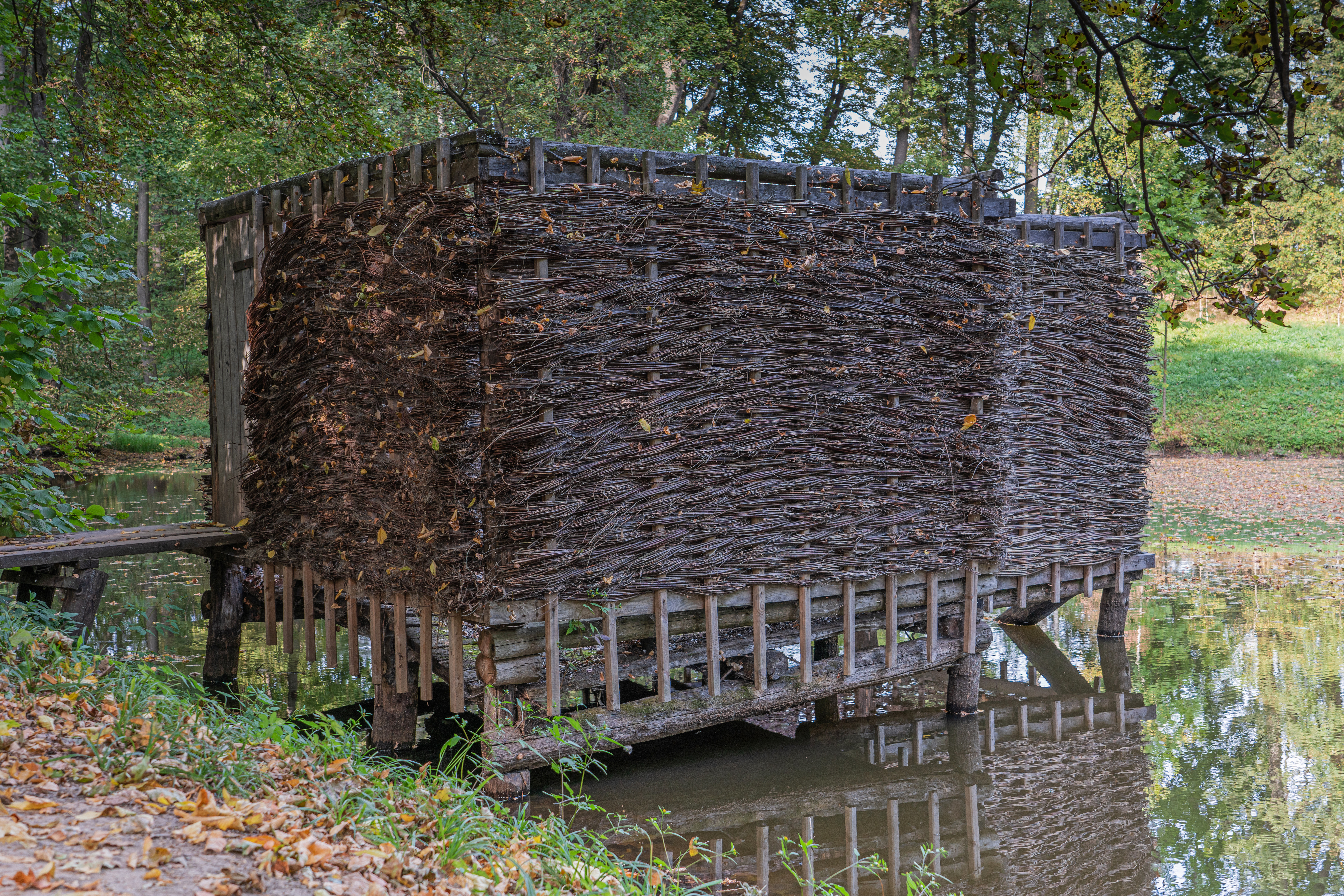
Купальня.
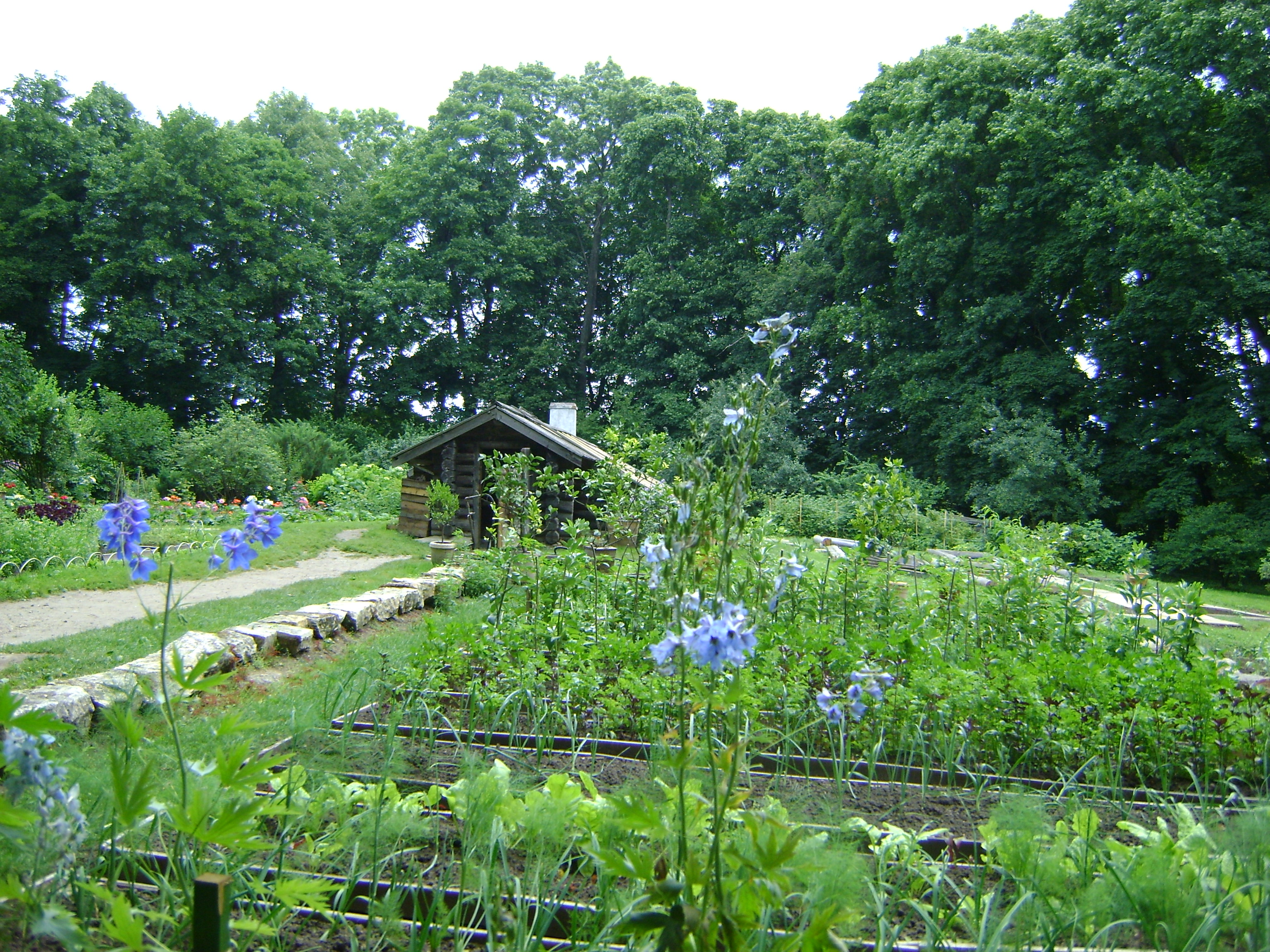
Теплиця.
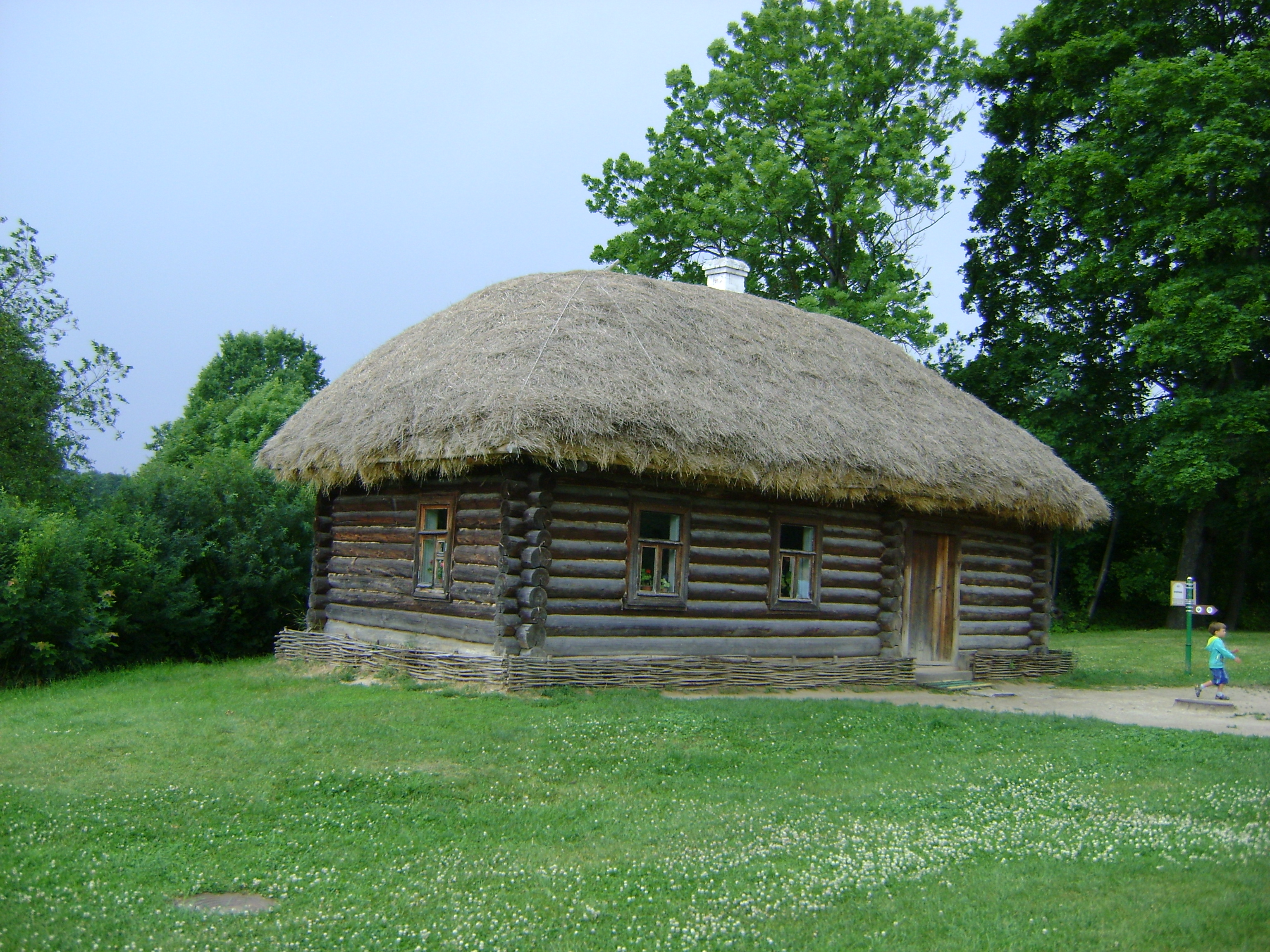
Кучерська.
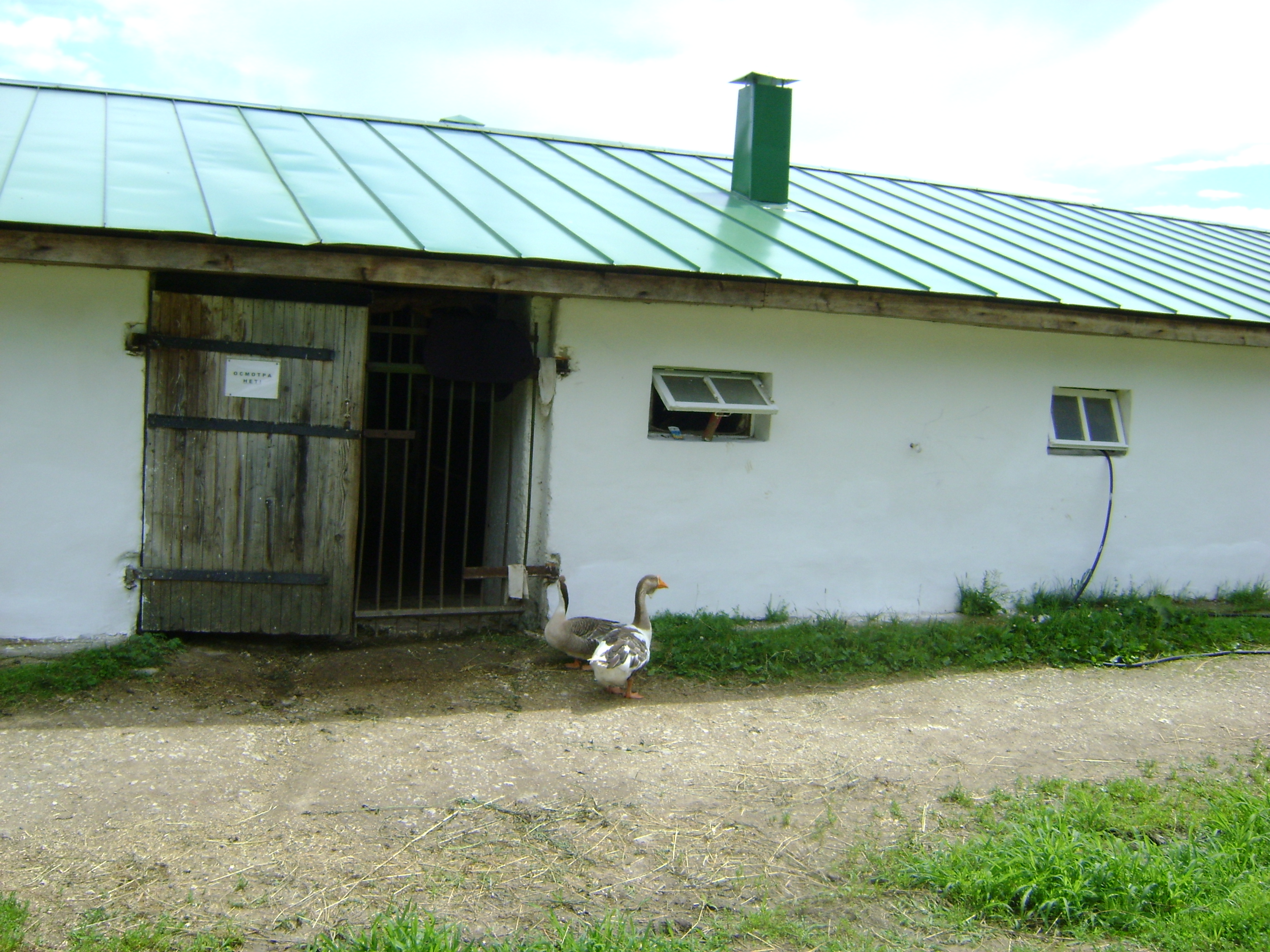
Стайня.
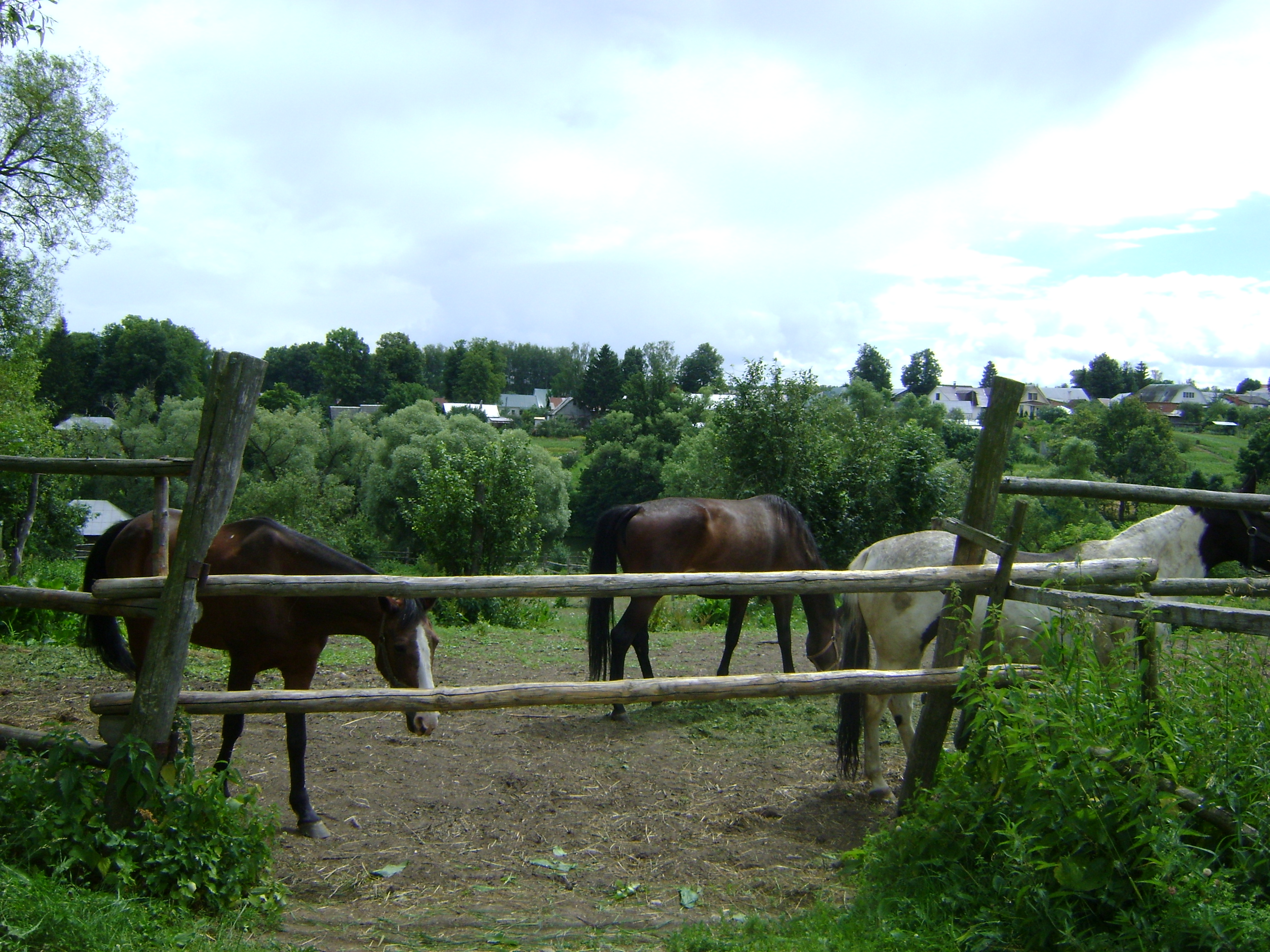
Коні.
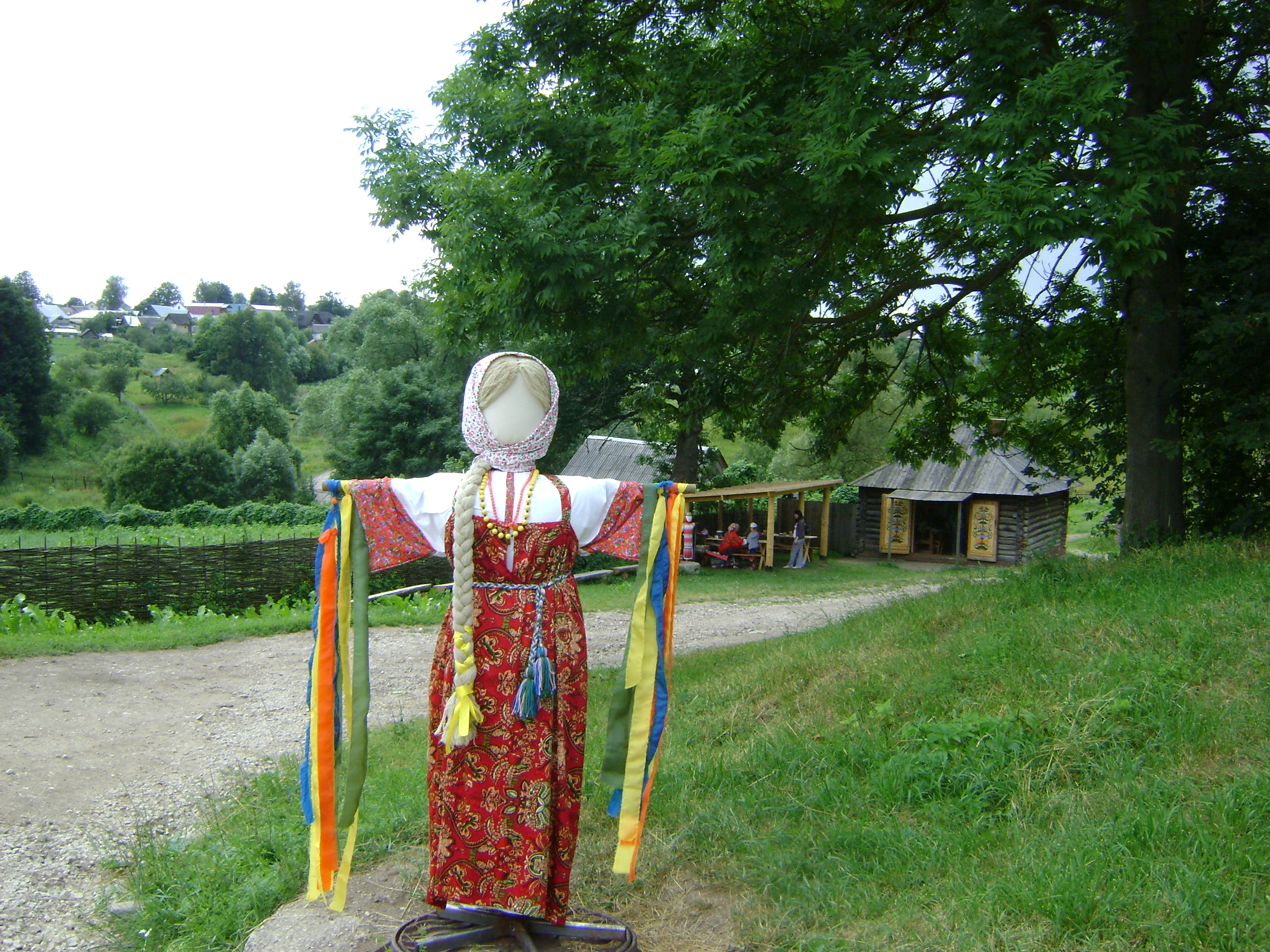
На задньому плані - кузня.